# Anatolij Ałbuł
Anatolij Michajłowicz Ałbuł (ros. Анатолий Михайлович Албул; ur. 1 czerwca 1936 w Petersburgu, wówczas Leningradzie, zm. 13 sierpnia 2013 tamże) – radziecki zapaśnik walczący w stylu wolnym. Brązowy medalista olimpijski z Rzymu 1960, w kategorii do 87 kg.
Wicemistrz świata w 1963. Pierwszy w Pucharze Świata w 1958 roku.
Mistrz ZSRR w 1962 i 1963; drugi w 1955, 1956, 1961, 1965 i 1966; trzeci w 1957, 1958 i 1960 roku. Zakończył karierę w 1968 roku. Wykładowca w szkołach wyższych. Odznaczony medalem „Za pracowniczą dzielność”.